# Falcade
Falcade là một đô thị ở tỉnh Belluno trong vùng Veneto, có vị trí cách khoảng 110 km về phía tây bắc của Venice và khoảng 35 km về phía tây bắc của Belluno. Tại thời điểm ngày 31 tháng 12 năm 2004, đô thị này có dân số 2.175 và diện tích 53,2 km².
Đô thị Falcade có các frazioni (các đơn vị trực thuộc, chủ yếu là thôn làng) Sappade, Caviola, Valt, Coste, Somor, Le fratte, Marmolada, Tabiadon di Canes, and Tabiadon di Val.
Falcade giáp các đô thị: Canale d'Agordo, Moena, Rocca Pietore, Soraga, Tonadico.